# Elia Canales
Elia Canales Martín (Tarragona, 25 de junio de 2001) es una deportista española que compite en tiro con arco, en la modalidad de arco recurvo.
En los Juegos Europeos de Cracovia 2023 consiguió dos medallas, oro en equipo mixto y plata individual. Ganó dos medallas de plata en el Campeonato Europeo de Tiro con Arco al Aire Libre, en los años 2021 y 2024.
Participó en los Juegos Olímpicos de París 2024, ocupando el sexto lugar en el equipo mixto y el trigésimo tercero en la prueba individual.

## Palmarés internacional
| Juegos Europeos                  | Juegos Europeos    | Juegos Europeos  | Juegos Europeos |
| Año                              | Lugar              | Medalla          | Prueba          |
| -------------------------------- | ------------------ | ---------------- | --------------- |
| 2023                             | Cracovia (Polonia) | Medalla de oro   | Equipo mixto    |
| 2023                             | Cracovia (Polonia) | Medalla de plata | Individual      |
| Campeonato Europeo al Aire Libre |                    |                  |                 |
| Año                              | Lugar              | Medalla          | Prueba          |
| 2021                             | Antalya (Turquía)  | Medalla de plata | Equipo mixto    |
| 2024                             | Essen (Alemania)   | Medalla de plata | Individual      |